# Петрова, Евгения Алексеевна
Евгения Алексеевна Петрова (укр. Євгенія Олексіївна Петрова) (24 декабря 1902 (6 января 1903), Киев — 17 января 1989, Киев) — украинская советская театральная и киноактриса. Народная артистка Украинской ССР (1947).

## Биография
Жена выдающегося украинского актёра и режиссёра Марьяна Крушельницкого.
Работала вместе с мужем в театрах «Березиль» (1923—1926 в Киеве; 1926—1934 в Харькове), Украинском драматическом театре имени Шевченко в Харькове (1935—1952), Украинском драматическом театре имени Франко в Киеве (1952—1959). Играла в кино. Похоронена на Байковом кладбище рядом с мужем.

## Роли в театре
- Марыся («Мартын Боруля» Карпенко-Карого, 1934, 1951),
- Маруся («Дай сердцу волю, заведёт в неволю» Кропивницкого, 1936, 1953),
- Варвара («Гроза» Островского, 1938, 1946) и другие.

## Роли в кино
- 1926 — Трипольская трагедия — Катя
- 1927 — Кира-Киралина — мать
- 1930 — Огненная месть — дочь

## Награды
- Орден «Знак Почёта» (30 июня 1951).
- Медаль «За трудовую доблесть» (22 мая 1947)[1].
- Народная артистка Украинской ССР (1947).